# Saint-Germain-de-Clairefeuille
 Saint-Germain-de-Clairefeuille  es una población y comuna francesa, situada en la región de Baja Normandía, departamento de Orne, en el distrito de Argentan y cantón de Le Merlerault.

## Demografía
| 266 | 263 | 200 | 150 | 162 | 164 |
| Para los censos de 1962 a 1999 la población legal corresponde a la población sin duplicidades (Fuente: INSEE [Consultar]) |     |     |     |     |     |